# Mozart: 29. szimfónia
1774 elején Salzburgban írta Mozart az A-dúr szimfóniát (No. 29, K 201 (186a)), ezzel folytatva a C-dúr és g-moll darabokkal elkezdett sorozatot, a bécsi mesterek – Michael Haydn és Joseph Haydn – példáján érett, klasszikus szimfóniák fiatalkori ciklusát.
A mű négy tételből áll, tehát „germán”:
1. Allegro moderato
2. Andante
3. Menuetto
4. Allegro con spirito

Az első tétel különböző karakterű fő-, mellék- és zárótémáját azonos anyagú közjátékok és átvezető részek kapcsolják össze. Meglepetést kelt a kidolgozásban alkalmazott újabb téma: ez fiatalkori alkotásra vall; később Mozart a kidolgozást motivikus munkára használja fel.
A lassú tétel pontozott ritmusú főtémája divertimentóinak felhőtlen ragyogását idézi. A felső regiszterbe helyezett kísérő szólam az 1778-as, tragikus hangú a-moll szonátában is megjelenik majd.
A Menüett kamarazenei effektusait különösen a trióban észleljük, ahol a vonósnégyesen megszólaló dallamot az oboa és kürt hosszú kitartott hangjai támasztják alá.
A zárótétel fő- és melléktémája kérdés-felelet módjára függ össze. E tétel kidolgozásában a főtémát fantáziaszerűen fejleszti és állandó ellenponttá társítja a zeneszerző.